# Слоение Риба
Слоение Риба — слоение на трёхмерной сфере. 
Построенное французским математиком Жоржем Рибом.

## Определение
Компонента Риба представляет собой полноторие {\displaystyle \mathbb {D} ^{2}\times \mathbb {S} ^{1}} со слоением, устроенным следующим образом: граница полнотория {\displaystyle \mathbb {T} ^{2}} является слоем. 
Все остальные слои диффеоморфны плоскости {\displaystyle \mathbb {R} ^{2}}; их можно представить как образ графика функции {\displaystyle f\colon \mathbb {D} ^{2}\to \mathbb {R} }
{\displaystyle f(x)={\frac {1}{1-|x|^{2}}}}
для накрытия {\displaystyle \mathbb {D} ^{2}\times \mathbb {R} \to \mathbb {D} ^{2}\times \mathbb {S} ^{1}}.
Слоение Риба на сфере {\displaystyle \mathbb {S} ^{3}} получается при склеивании этой сферы из двух компонент Риба.

## Свойства
- Слоение Риба является гладким, но не аналитическим, что связано с тем, что отображение голономии вдоль параллели или меридиана в компактном слое является тождественным с одной стороны от соответствующей тору точке, и не тождественным с другой.
  - На самом деле, на сфере {\displaystyle \mathbb {S} ^{3}} не бывает аналитических слоений коразмерности 1[1].

- Слоение Риба кобордантно нулю[2].

- Класс Годбийона — Вея для слоения Риба равен нулю[3].

## Иллюстрации
|  |  |